# Colin Mallory
Colin Mallory es un personaje de ficción de la serie de televisión de ciencia ficción Sliders, hermano de Quinn Mallory, protagonista de la serie, interpretado por Charlie O'Connell, quien curiosamente es hermano del actor Jerry O'Connell, quien interpreta a Quinn en la misma serie.

## Biografía ficticia
Colin nació en un universo diferente al que fue criado al igual que su hermano Quinn. Nació en Kromagg Prime, el universo de origen de los Kromagg, donde humanos y Kromagg se encontraban en guerra. Sus padres lo escondieron en otro universo hasta que la guerra finalizara, pero sus padres adoptivos murieron cuando él era muy joven en parte debido al retraso tecnológico del mundo donde vivía, un mundo donde no existían avances tecnológicos y, por ende, tampoco medicina avanzada. Por esto, al término de la guerra contra los Kromagg sus padres fueron incapaces de encontrarlo de nuevo. Colin se desarrolló como inventor, creando la primera máquina generadora de electricidad en su mundo, lo que enfurecía a sus conservadores vecinos que veían tal cosa como "obra del diablo" y estuvieron a punto de matarlo. Los deslizadores al llegar a este mundo lo reconocen como hermano de Quinn Mallory, quien activa una sonda robótica en su cerebro que le permite saber la verdad sobre su origen mediante un mensaje de sus padres, tras lo cual Colin se une a los deslizadores en su recorrido entre universos paralelos. Debido a su crianza como granjero, Colin es muy ingenuo y desconoce lo general de la tecnología presente en otros mundos. 
Colin desaparece en el capítulo "The Unstuck Man" donde Colin se estrella y desaparece en uno de los extremos del agujero de gusano durante el experimento de Oberon Geiger, su hermano Quinn es fusionado con su doble Mallory de un mundo paralelo.
Durante esta temporada se descubre que Colin está en un estado de deslizamiento perpetuó sin la posibilidad de llegar a un mundo en particular, sin embargo la serie fue cancelada y Colin sigue en este estado.